# 2019-es U17-es női labdarúgó-Európa-bajnokság
A 2019-es U17-es női labdarúgó-Európa-bajnokság a tizenkettedik kiírása volt a tornának, melyet 2019. május 5. és május 17. között rendeztek meg Bulgáriában. A tornán a 2002. január 1. után született női labdarúgók vehettek részt.

## Résztvevők
A következő országok vettek részt a tornán.
| - Bulgária - Anglia | - Hollandia - Spanyolország | - Németország - Portugália | - Dánia - Ausztria |

## Helyszínek
| Város   | Stadion         | Befogadóképesség |
| ------- | --------------- | ---------------- |
| Albena  | Albena Stadion  | 3 000            |
| Dobrics | Dobrics Stadion | 12 500           |
| Kavarna | Kavarna Stadion | 5 000            |

## Csoportkör

### A csoport
| Hely. | Csapat        | M | Gy | D | V | G+ | G– | Gk | P | Továbbjutás              |
| ----- | ------------- | - | -- | - | - | -- | -- | -- | - | ------------------------ |
| 1.    | Spanyolország | 3 | 2  | 1 | 0 | 9  | 0  | +9 | 7 | Egyenes kieséses szakasz |
| 2.    | Portugália    | 3 | 2  | 0 | 1 | 4  | 7  | −3 | 6 | Egyenes kieséses szakasz |
| 3.    | Dánia         | 3 | 1  | 1 | 1 | 2  | 1  | +1 | 4 |                          |
| 4.    | Bulgária (H)  | 3 | 0  | 0 | 3 | 1  | 8  | −7 | 0 |                          |

| 2019. május 5. 14:00 |

| Bulgária         | 1–3               | Portugália                       |
| ---------------- | ----------------- | -------------------------------- |
| Parapunova 45+1' | (1–2) Jegyzőkönyv | Alagoa 6' Besette 29' Negrão 77' |

| Dobrics Stadion, Dobrics Játékvezető: Aleksandra Česen (szlovén) |

| 2019. május 5. 16:00 |

| Spanyolország | 0–0               | Dánia |
| ------------- | ----------------- | ----- |
|               | (0–0) Jegyzőkönyv |       |

| Kavarna Stadion, Kavarna Játékvezető: Sabina Bolić (horvát) |

| 2019. május 8. 11:30 |

| Bulgária | 0–3               | Spanyolország                         |
| -------- | ----------------- | ------------------------------------- |
|          | (0–1) Jegyzőkönyv | Sanchez 42' Lloris 47' Paralluelo 72' |

| Dobrics Stadion, Dobrics Játékvezető: Iuliana Demetrescu (román) |

| 2019. május 8. 14:00 |

| Dánia | 0–1               | Portugália     |
| ----- | ----------------- | -------------- |
|       | (0–0) Jegyzőkönyv | Ferreira 90+2' |

| Albena Stadion, Albena Játékvezető: Vera Opejkina (orosz) |

| 2019. május 11. 11:30 |

| Dánia               | 2–0               | Bulgária |
| ------------------- | ----------------- | -------- |
| Kramer 9' Storm 76' | (1–0) Jegyzőkönyv |          |

| Dobrics Stadion, Dobrics Játékvezető: Henrikke Nervik (norvég) |

| 2019. május 11. 11:30 |

| Portugália | 0–6               | Spanyolország                                       |
| ---------- | ----------------- | --------------------------------------------------- |
|            | (0–2) Jegyzőkönyv | Paralluelo 26' 58' 60' Lloris 44' 63' Gutiérrez 77' |

| Albena Stadion, Albena Játékvezető: Reelika Turi (észt) |

### B csoport
| Hely. | Csapat      | M | Gy | D | V | G+ | G– | Gk | P | Továbbjutás              |
| ----- | ----------- | - | -- | - | - | -- | -- | -- | - | ------------------------ |
| 1.    | Németország | 3 | 2  | 0 | 1 | 9  | 4  | +5 | 6 | Egyenes kieséses szakasz |
| 2.    | Hollandia   | 3 | 2  | 0 | 1 | 7  | 5  | +2 | 6 | Egyenes kieséses szakasz |
| 3.    | Anglia      | 3 | 2  | 0 | 1 | 4  | 5  | −1 | 6 |                          |
| 4.    | Ausztria    | 3 | 0  | 0 | 3 | 3  | 9  | −6 | 0 |                          |

| 2019. május 5. 11:30 |

| Ausztria                 | 1–4               | Hollandia                        |
| ------------------------ | ----------------- | -------------------------------- |
| Schasching 8' (11-esből) | (0–3) Jegyzőkönyv | Stiekema 13' Tromp 18' 31' 90+6' |

| Kavarna Stadion, Kavarna Játékvezető: Henrikke Nervik (norvég) |

| 2019. május 5. 14:00 |

| Anglia | 0–4               | Németország                                         |
| ------ | ----------------- | --------------------------------------------------- |
|        | (0–3) Jegyzőkönyv | Bernhardt 12' Woldmann 23' Weidauer 31' Gräwe 90+2' |

| Albena Stadion, Albena Játékvezető: Iuliana Demetrescu (román) |

| 2019. május 8. 14:00 |

| Németország          | 2–3               | Hollandia                                          |
| -------------------- | ----------------- | -------------------------------------------------- |
| Rohde 24' Wamser 80' | (1–3) Jegyzőkönyv | de Keijzer 25' van Diemen 30' Tromp 43' (11-esből) |

| Kavarna Stadion, Kavarna Játékvezető: Aleksandra Česen (szlovén) |

| 2019. május 8. 16:30 |

| Ausztria                  | 1–2               | Anglia                   |
| ------------------------- | ----------------- | ------------------------ |
| Schasching 29' (11-esből) | (1–2) Jegyzőkönyv | Johnson 15' Robinson 35' |

| Dobrics Stadion, Dobrics Játékvezető: Reelika Turi (észt) |

| 2019. május 11. 16:30 |

| Németország                 | 3–1               | Ausztria       |
| --------------------------- | ----------------- | -------------- |
| Wamser 17' 68' Weidauer 38' | (2–0) Jegyzőkönyv | Edlinger 90+3' |

| Albena Stadion, Albena Játékvezető: Sabina Bolić (horvát) |

| 2019. május 11. 16:30 |

| Hollandia | 0–2               | Anglia                    |
| --------- | ----------------- | ------------------------- |
|           | (0–0) Jegyzőkönyv | Robinson 46' Matthews 52' |

| Kavarna Stadion, Kavarna Játékvezető: Vera Opejkina (orosz) |

## Egyenes kieséses szakasz
Az egyenes kieséses szakaszban döntetlen esetén nincs hosszabbítás, hanem a rendes játékidő letelte után rögtön büntetőrúgások következnek.
|  |               |               |             |             |       |           |           |       |
|  | Elődöntők     | Elődöntők     | Elődöntők   |             |       | Döntő     | Döntő     | Döntő |
|  | Elődöntők     | Elődöntők     | Elődöntők   |             |       | Döntő     | Döntő     | Döntő |
|  | május 14.     |               |             |             |       |           |           |       |
|  |               |               |             |             |       |           |           |       |
|  | Spanyolország | Spanyolország | 1           |             |       |           |           |       |
|  | Spanyolország | Spanyolország | 1           | május 17.   |       |           |           |       |
|  | Hollandia     | Hollandia     | 3           |             |       |           |           |       |
|  | Hollandia     | Hollandia     | 3           |             |       | Hollandia | Hollandia | 1 (2) |
|  | május 14.     |               |             |             |       | Hollandia | Hollandia | 1 (2) |
|  |               |               | Németország | Németország | 1 (3) |           |           |       |
|  | Németország   | Németország   | Németország | Németország | 1 (3) | 2         |           |       |
|  | Németország   | Németország   |             |             |       |           |           |       |
|  | Portugália    | Portugália    | 0           |             |       |           |           |       |
|  | Portugália    | Portugália    | 0           |             |       |           |           |       |
|  |               |               |             |             |       |           |           |       |

### Elődöntők
| 2019. május 14. 18:30 |

| Spanyolország | 1–3               | Hollandia                             |
| ------------- | ----------------- | ------------------------------------- |
| Lloris 90+2'  | (0–0) Jegyzőkönyv | de Keijzer 41' Stiekema 60' Tromp 86' |

| Kavarna Stadion, Kavarna Játékvezető: Sabina Bolić (horvát) |

| 2019. május 14. 14:00 |

| Németország             | 2–0               | Portugália |
| ----------------------- | ----------------- | ---------- |
| Weidauer 25' Wamser 50' | (1–0) Jegyzőkönyv |            |

| Dobrics Stadion, Dobrics Játékvezető: Vera Opejkina (orosz) |

### Döntő
| 2019. május 17. 14:00 |

| Hollandia                                       | 1–1               | Németország                                    |
| ----------------------------------------------- | ----------------- | ---------------------------------------------- |
| Tromp 21'                                       | (1–1) Jegyzőkönyv | Weidauer 19'                                   |
| Büntetőpárbaj                                   |                   |                                                |
| Tromp De Vette Foederer Loonen Peddemors Brugts | 2–3               | Weidauer Pollak Steck Rohde Kowalski Schiemann |

| Albena Stadion, Albena Játékvezető: Iuliana Demetrescu (román) |

| 2019-es U17-es női labdarúgó-Európa-bajnokság bajnoka: |
| ------------------------------------------------------ |
| Németország 7. cím                                     |

## Gólszerzők
6 gólos
| - Nikita Tromp |

5 gólos
| - Carlotta Wamser | - Sophie Weidauer |  |

4 gólos
| - Silvia Lloris | - Salma Paralluelo |  |

2 gólos
| - Lotje de Keijzer - Iris Stiekema | - Katie Robinson | - Annabel Schaschnig |

1 gólos
| - Zdravka Parapunova - Samantha van Diemen - Lucy Johnson - Keri Matthews - Maria Alagoa - Christina Edlinger | - Cornlia Kramer - Freja Storm Jensen - Maria Jose Diaz Gutierrez - Carlota Sanchez - Marta Ferreira | - Emilie Bernhardt - Lisanne Gräwe - Marleen Rohde - Nicole Woldmann - Maria Negrão |

## Külső hivatkozások
- Hivatalos honlap (angolul)
- 2019 #WU17EURO döntő: Bulgária, UEFA.com